# Gundlachia riskindii
Gundlachia riskindii là một loài thực vật có hoa trong họ Cúc. Loài này được (B.L.Turner & G.Langford) Urbatsch & R.P.Roberts mô tả khoa học đầu tiên năm 2004.